# Circumcerchio

Il circumcerchio di un triangolo

In geometria, il  circumcerchio è la circonferenza circoscritta a un triangolo, ovvero l'unica circonferenza passante per tutti i suoi tre vertici, il cui centro è detto circocentro e il raggio circumraggio. La sua unicità  discende dal teorema secondo il quale per tre punti non allineati passa una e una sola circonferenza.
Talvolta tale nome è usato anche per indicare genericamente la circonferenza circoscritta ai poligoni ciclici con {\displaystyle n>3}.

## Formule
{\displaystyle A=\pi R^{2}=\pi \left({\frac {abc}{4\Delta }}\right)^{2},}
dove {\displaystyle R} è il circumraggio, {\displaystyle a}, {\displaystyle b}, {\displaystyle c} sono le lunghezza dei lati del triangolo e {\displaystyle \Delta } è l'area del triangolo.